# Паралија Дионисиу
Паралија Дионисиу (грч. Παραλία Διονυσίου) је приморско насељено место у општини Нова Пропонтида у периферији Средишња Македонија, Грчка. Према попису из 2021. године било је 602 становника.
Насеље је подигнуто шездесетих година 20. века и први пут се помиње на попису из 1971. године са 63 становника.